# Ighli Vannucchi
Ighli Vannucchi (* 5. August 1977 in Prato) ist ein italienischer ehemaliger Fußballspieler, der vor allem für sein Engagement beim toskanischen Verein FC Empoli bekannt ist, dessen Leistungsträger und Kapitän er über mehrere Jahre hinweg war.

## Karriere
Mit 8 Jahren begann Vannucchi mit dem Fußballspielen in der Jugend der AC Maliseti in seiner Geburtsstadt Prato. Mit 14 Jahren wechselte er zu Margine Coperta und spielte hier zwei Saisons, ehe er zu Lucchese wechselte, wo er 1996 in den Profikader aufgenommen wurde. Der damals 19-jährige Vannucchi etablierte sich schnell und trug mit 35 Einsätzen und zwei Treffern maßgeblich zum Klassenverbleib seiner Mannschaft in der Saison 1996/97 der Serie C bei.
Sein Talent blieb den größeren Vereinen nicht vorenthalten, so wurde Vannucchi im Sommer 1998 von der US Salernitana, damals in der Serie A, verpflichtet, sein Debüt in der höchsten italienischen Spielklasse gab er am 12. September 1998 bei einer 1:3-Niederlage gegen die AS Rom. Auch wenn Salernitana am Ende der Saison den Abstieg hinnehmen musste, war es aus sportlicher Sicht für Vannucchi persönlich ein gutes Jahr, denn er bestritt 31 Serie-A-Partien und konnte wertvolle Erfahrung sammeln. Auch in der Serie B spielte er in den allermeisten Partien durch und traf auch häufiger.
Im Jahr 2000 wechselte Vannucchi zum gerade in die Serie A aufgestiegenen Verein FC Venedig, wo er zwar auf 19 Einsätze kam, jedoch häufig eingewechselt wurde. Am Ende der Saison 2001/02 stieg der FC Venedig von der Serie A ab. Vannucchi unterschrieb beim sizilianischen Vertreter FC Palermo.
Beim FC Palermo hatte der damalige Trainer Silvio Baldini jedoch keine große Verwendung für ihn, so wurde er zunächst an den FC Empoli verliehen und später fest verpflichtet. In Empoli gelang Vannucchi endgültig der Durchbruch, schnell mauserte er sich zum unverzichtbaren Spieler im Mittelfeld, 2006 wurde er zum Mannschaftskapitän ernannt. Mit Empoli erreichte er in der Saison 2006/07 unter Luigi Cagni den historischen 7. Platz, dies ist bis heute Empolis beste Platzierung am Ende einer Saison in der Serie A. Vannucchi hatte als Kapitän großen Anteil an diesem für einen sonst mittelmäßigen Verein beachtlichen Erfolg, in dieser Saison bestritt er zudem alle 38 Begegnungen. Durch das Erreichen des siebten Platzes qualifizierte sich Empoli auch erstmals für den UEFA-Pokal, bei dem man im folgenden Jahr jedoch gegen den FC Zürich ausschied.
So gut auch die vorige Saison lief, so schlecht lief es dann in der folgenden Saison, denn dieses Mal stieg der Klub als 18. in die Serie B ab, Vannucchi kam auf 35 Einsätze und fünf Tore und konnte trotz seiner konstant guten Leistungen den Abstieg seines Vereins nicht verhindern. Nach dem Abstieg blieb Vannucchi seinem Verein zunächst noch treu und spielte zwei Jahre in der Serie B, doch verließ er Empoli 2010 nach Ablauf seines Vertrags, anschließend spielte er professionell noch für Spezia Calcio und Virtus Entella in der dritten Liga.
Seit 2013 spielt Vannucchi in unregelmäßigen Abständen für diverse Amateurvereine der fünften bzw. sechsten Liga, mittlerweile führt er außerdem sein nach ihm selbst benanntes Modeunternehmen. Er ist verheiratet und hat drei Kinder. Ende September 2023 erschien seine Biografie.

## Spielweise
Vannucchi gilt als flexibel einsetzbar, er kann beinahe auf allen Positionen im Mittelfeld spielen, auch wenn er sich am wohlsten auf der Position des offensiven Mittelfeldspielers fühlt. Während seiner Zeit bei Empoli galt er als flink, technisch beschlagen, passstark und  taktisch intelligent und war sich nie, obwohl traditionell eher Offensivspieler, zu Schade, auch in der Defensive auszuhelfen.